# Bernardo López Arroyave
Bernardo López Arroyave (Montebello, Siglo XX-Sincé, 25 de mayo de 1987) fue un sacerdote colombiano.

## Biografía
Fue miembro del Partido Conservador Colombiano. Estudio derecho en la Pontificia Universidad Bolivariana.
En 1968 es ordenado por Pablo VI, en Colombia para la Asamblea de Medellín. Se une a los grupos de Golconda y Sacerdotes para América Latina (SAL).
Fue víctima de varios intentos de asesinato en 1972, siendo párroco de Puerto Boyacá (Boyacá), fue objeto de una bomba en la casa cural. En 1982, se salvo de una masacre de 5 personas en Cocorná (Antioquia). En 1983, sería trasladado a San Vicente de Chucurí (Santander) y posteriormente en la parroquia Las Granjas en Barrancabermeja (Santander), donde también sería atacado.
López Arroyave organizaba bazares para recolectar dinero para apoyar a la guerrilla del Ejército de Liberación Nacional (ELN).
Fue asesinado el 25 de mayo de 1987, en Sincé (Sucre), por dos sicarios paramilitares en motocicleta.

## Homenajes
El Ejército de Liberación Nacional denomino a uno de sus Frentes con su nombre.